# Leiuperinae
Leiuperinae is een onderfamilie van kikkers die behoort tot de fluitkikkers (Leptodactylidae). Er zijn 94 soorten die worden verdeeld in zes geslachten. De groep werd voor het eerst wetenschappelijk beschreven door Karel Lucien Bonaparte in 1850. Oorspronkelijk werd de wetenschappelijke naam Leiuperina gebruikt.
De onderfamilie werd lange tijd als een aparte familie beschouwd (Leiuperidae) maar wordt tegenwoordig tot de familie fluitkikkers gerekend. Alle soorten komen voor in delen van zuidelijk Noord-Amerika tot in Zuid-Amerika.

## Taxonomie
Onderfamilie Leiuperinae
- Geslacht Edalorhina
- Geslacht Engystomops
- Geslacht Physalaemus
- Geslacht Pleurodema
- Geslacht Pseudopaludicola

Onderfamilie Leiuperinae

Edalorhina · Engystomops · Physalaemus · Pleurodema ·  Pseudopaludicola

Onderfamilie Leptodactylinae

Adenomera · Hydrolaetare · Leptodactylus · Lithodytes

Onderfamilie Paratelmatobiinae

Crossodactylodes · Paratelmatobius · Rupirana · Scythrophrys